# حمله ۲۰۲۳ جمهوری آذربایجان به قره‌باغ کوهستانی
بین ۱۹ تا ۲۰ سپتامبر ۲۰۲۳، جمهوری آذربایجان یک تهاجم نظامی را علیه دولت خودمختار آرتساخ آغاز کرد. این مسئله به عنوان تخطی از توافقنامه آتش‌بس ۲۰۲۰ در نظر گرفته شد. این تهاجم در منطقه مورد مناقشه قره‌باغ کوهستانی صورت‌گرفته است که در سطح بین‌المللی به عنوان بخشی از آذربایجان شناخته شده است، اما اکثریت ساکنان آن مردم ارمنی هستند. این حملات در بحبوحه یک بحران فزاینده ناشی از محاصره منطقه ارمنی‌نشین رخ داد که منجر به کاهش چشمگیر لوازم ضروری مانند غذا، دارو و کالاهای دیگر در منطقه آسیب‌دیده شده است.
یک روز پس از آغاز این تهاجم در ۲۰ سپتامبر، توافقنامه ایجاد توقف کامل خصومت در قره‌باغ به میانجیگری فرماندهی نیروهای صلح‌بان روسیه در قره‌باغ اعلام شد. جمهوری آذربایجان در ۲۱ سپتامبر در یولاخ جلسه‌ای با نمایندگان ارمنی‌ها ناگورنو - قره‌باغ برگزار کرد تا به دنبال آن یک جلسه دیگر در ماه اکتبر برگزار شود. با این وجود، نقض آتش‌بس توسط آذربایجان از سوی ساکنان و مقامات آرتساخ گزارش شده است.